# Dragon's Dogma
Dragon's Dogma — відеогра у жанрі слешерного рольового бойовика, створена й видана японською компанією Capcom. Вперше випущена для PlayStation 3 і Xbox 360, розширена версія з субтитрами під назвою Dark Arisen вийшла згодом для тих же консолей у 2013 році, а порти для Windows, PlayStation 4, Xbox One і Nintendo Switch були випущені протягом наступних років. Події гри розгортаються у світі епічного фентезі, натхненного атмосферою Сицилії, де гравець бере на себе роль головного героя на ім'я Воскреслий (англ. Arisen), який прагне перемогти дракона Ґриґорі (англ. Grigori), істоту, яка, за переказами, віщує кінець світу, і водночас розкриває таємницю глибокої змови.
Ігровий процес зосереджений на Воскреслому - персоналізованому аватарі, який досліджує Ґрансіс (англ. Gransys), виконуючи квести та б'ючись з монстрами. Протагоніста супроводжують Пішаки (англ. Pawns), персонажі, які надають бойову підтримку та поради; у протагоніста є один кастомізований Пішак і два додаткові Пішаки, або попередньо встановлені в грі, або створені іншими гравцями, якими можна ділитися через онлайн-лобі.
Концепт Dragon's Dogma був розроблений режисером Хідеакі Іцуно у 2000 році, після чого проєкт успішно пройшов пітчинг, а розробка розпочалася у 2008 році. Команда зі 150 осіб, яка раніше працювала над такими франшизами Capcom, як Street Fighter, Breath of Fire та Devil May Cry, черпала натхнення з останньої. Музика, написана на чолі з Тадайоші Макіно та з участю ізраїльсько-американського композитора Інона Цура, використовувала справжній оркестр і фокусувалася на створенні атмосфери. Dark Arisen була розроблена з урахуванням відгуків фанатів і пропонує повний досвід як для старих, так і для нових гравців.
Dragon's Dogma отримала позитивні відгуки від критиків, які хвалили її ігролад, але загалом дорікали за брак наративу. Станом на вересень 2023 року оригінальна гра та Dark Arisen були продані тиражем 7,9 мільйона одиниць. У 2015 році вийшла ексклюзивна для Японії масова багатокористувацька мережева рольова гра Dragon's Dogma Online. У 2020 році на Netflix вийшла оригінальна мультиплікаційна адаптація гри. Продовження, Dragon's Dogma 2, вийшло у 2024 році.

## Ігролад
Dragon's Dogma є рольовою грою у відкритому світі з виглядом від третьої особи. Гравець може обирати різні покликання: Боєць, Швидчак, Маг, Воїн, Містичний лицар, Рейнджер, Вбивця, Чаклун і Магічний лучник. Також доступний вибір статі та налаштування зовнішнього вигляду. Покликання, або система класів, змінює ігровий процес і тактичні можливості, доступні гравцеві. Наприклад, Боєць має здібності, які зосереджені на слешерному бою, а Швидчак вміє лазити по гігантським ворогам. Гра була розроблена таким чином, щоб у неї могли грати навіть ті, хто не має досвіду в екшн-іграх.
Одне з головних нововведень гри - система «пішаків». Під час дослідження світу загоном гравця, трьома членами загону, які супроводжують головного героя, керує штучний інтелект, але гравець може віддавати їм накази, зокрема, «йди», «допоможи» та «йди за мною». Один з членів загону є неігровим персонажем і належить світові головного героя, тоді як інші два члени загону є NPC, позиченими в інших гравців шляхом підключення до мережі або локально згенерованими грою. Члени загону, які називаються пішаками, можуть розмовляти, звертатися за допомогою до головного героя та надавати інформацію про ворогів. Гравець повинен працювати над посиленням головного героя і членів свого загону. Пішаки можуть говорити, вигукуючи корисні підказки та рекомендації, які часто є життєво важливими для виживання у важких сутичках з босами та підземеллях.
У грі є функція «зачеплення», коли головний герой може хапати або чіплятися за ворогів, предмети чи NPC. Гравець може використовувати цю можливість для більш складних атак. Наприклад, головний герой може вхопитися за ноги грифона і напряму атакувати його, або ж піднятися вгору, щоб дістатися до його голови для більш смертельного удару. «У багатьох екшн-іграх з величезними ворогами, як правило, ви просто гамселите їх по ногах. Ви не отримуєте належного враження від бою з гігантським босом», - каже Хідеакі Іцуно, режисер Dragon's Dogma. «У цій грі ви можете облазити його з ніг до голови. Їх можна атакувати з будь-якої частини тіла».
Великий відкритий світ гри порівнюють з The Elder Scrolls IV: Oblivion. На додаток до світу, Dragon's Dogma має великий міський простір з більш ніж 200 НІП, які пересуваються за власним розпорядком. У грі також присутній динамічний світ з погодними умовами та зміною дня і ночі.
Бойові hack and slash-елементи гри порівнювали з власною серією Devil May Cry, а також Dark Souls. Деякі фентезійні елементи нагадують Breath of Fire, а бойову та загонову системи порівнюють з Monster Hunter.

## Сюжет
Гра починається з того, що загін на чолі з лицарем на ім'я Саван наближається до кінця квесту, щоб перемогти Дракона, істоту, яка знаменує собою кінець світу. Через невідомий час у сучасному герцогстві Ґрансіс на село головного героя Кассардіс нападає новоприбулий Дракон. Після того, як головний герой атакує Дракона, Дракон забирає його серце. Протагоніст залишається живим після цього, що робить його «Воскреслим» - фігурою, якій судилося зіткнутися з Драконом і зупинити прийдешній апокаліпсис; Воскреслим служать Пішаки, людиноподібні істоти, які живуть, щоб боротися з Драконом. Воскреслий створює нового Пішака невдовзі після початку своєї мандрівки. Прямуючи до сусіднього табору, головний герой захищає табір солдатів від нападу гідри, забираючи одну з її голів, перш ніж відігнати її назад; свідком цього стає Мерседес Мартен, солдат, послана із сусідньої країни, щоб підтримати герцога Ґрансіса Едмуна Драконоборця в боротьбі з Драконом.
Мерседес допомагає Воскреслому доставити голову Гідри в столицю герцога Гран-Сорен; виконавши завдання місцевої гільдії Драконоловів (англ. Wyrm Hunter), Воскреслий потрапляє на аудієнцію до герцога, який після перемоги над Драконом обіймає цю посаду вже понад сто років, анітрохи не постарішавши з того часу. Під час своїх пошуків Воскреслому допомагає один з попередніх Воскреслих на прізвисько Драконокований (англ. Dragonforged); вони досліджують підземну вежу, яку місцева гільдія пішаків прозвала Вічнопадом (англ. Everfall); стикаються з нігілістичним культом Спасіння, очолюваним людиною на ім'я Елізіон, який прагне перемоги над Драконом; а також дізнаються про роль Мерседеса як умовного союзника, оскільки інші народи почали побоюватися, що Ґрансіс стане надто могутнім, якщо Герцог здолає другого дракона. Зрештою, Воскреслий стикається з Елізіоном, який перетворює своїх послідовників на нежить, щоб убити Воскреслого. Воскреслий перемагає їх, але прилітає Дракон і вбиває Елізіона. Дракон кидає виклик Воскреслому, щоб той знайшов його і зупинив апокаліпсис. Зіткнувшись з Драконом, Дракон пропонує Воскреслому вибір: битися і вбити його, або пожертвувати своєю коханою людиною - персонажем, з яким Воскреслий зблизився за час гри - в обмін на заміну Герцога на посаді правителя Ґрансіса, ту саму угоду, на яку пішов Герцог, коли зіткнувся з Драконом.
Здолавши Дракона, Воскреслий і всі, хто пов'язаний з Драконом, включно з Герцогом і Драконокованим, втрачають безсмертя, а Вічнопад перетворюється на бездонну прірву, що поглинає частину Гран-Сорену. Повернувшись туди, на Воскреслого нападає старий герцог, але, звинувативши його в проклятті, він тікає. Під час втечі Воскреслого та його пішаків поглинає Вічнопад. Перейшовши на вищий щабель, відкривши портал у Вічнопаді, Воскреслий стикається з Сенешалем, істотою, яка підтримує світ і нинішню форму лицаря Савана. Воскреслому пропонується вибір: битися з Сенешалем або повернутися до Ґрансіса і жити спокійним життям. Якщо Воскреслий програє битву з Сенешалем, він перероджується як наступний Дракон. Перемога над Сенешалем призводить до того, що Воскреслий займає його місце, не маючи змоги взаємодіяти зі світом знизу. Після цього Воскреслий вбиває себе, щоб розірвати цикл, і повертається назад до Ґрансіса зі своїм Пішаком. Гра закінчується тим, що Пішак прокидається в тілі Воскреслого у своєму селі, де його зустрічає кохана людина.

## Створення гри

### Розробка та випуск
Концепт Dragon's Dogma створив Хідеакі Іцуно. Він створив початкові концепти рольової гри та системи пішаків у 2000 році, перш ніж приєднався до команди розробників Devil May Cry 2. Іцуно отримав шанс представити цей проєкт у 2008 році після завершення роботи над Devil May Cry 4. У зв'язку з внутрішніми дискусіями про наступний масштабний продукт Capcom, компанія попросила розробити концепт, який потенційно міг би продатися накладом в один мільйон копій. Dragon's Dogma була одним із семи пітчів, які подав Іцуно. Основною концепцією була рольова гра, заснована в першу чергу на однокористувацькій грі, але з елементами невимушеного багатокористувацького режиму, схожого на переглядання BBS. Система Пішаків та її стилізація під західні RPG була частиною пітчингу. Рішення Іцуно про пітчинг проєкту було зумовлене розвитком ігрового обладнання, яке стало достатньо потужним, щоб належним чином реалізувати цей задум.
На момент презентації Dragon's Dogma соціальні мобільні ігри з функціями, схожими на систему Пішаків, ще тільки починали розповсюджуватися в Японії, і це було ще до популярності хардкорних рольових ігор, таких як Demon's Souls та Dark Souls. Це також стало першим випадком, коли Capcom запланувала відкритий світ у грі. Через ці фактори з боку керівництва Capcom спостерігався початковий скепсис і недовіра до ідеї. Зрештою Capcom схвалила його після того, як Іцуні урізав початкову концепцію, щоб вкластися в запланований бюджет і ресурси на створення. Розробка гри тривала три роки, включно з розробкою концепту, а 150 осіб команди розробників переважно перейшли з Devil May Cry 4. Разом із зовнішнім персоналом команда розробників налічувала понад 200 осіб. Як і у випадку з іншими масштабними проєктами Capcom, команда розробників була розділена на підрозділи з конкретними завданнями, що дозволило оптимізувати процес виробництва без шкоди для проєкту в цілому.
Презентація Dragon's Dogma була намічена на Tokyo Game Show 2010 паралельно з DmC: Devil May Cry, але якість візуального оформлення гри на той час була визнана недостатньою, тож анонс був відкладений. Зрештою, гра була представлена у квітні 2011 року на спеціальному івенті Capcom. Спочатку запланована на «початок 2012 року», Capcom відклала дату релізу на кілька місяців. Демо-версія гри вийшла 24 квітня 2012 року в Японії та Північній Америці, а 25 квітня — в Європі. Вона пропонувала доступ до системи створення персонажів і двох класів, які можна було використати у двох сутичках з босами з основної гри. Персонажів, створених у демо-версії, можна було імпортувати в повну версію гри. Dragon's Dogma вийшла 22 травня в Північній Америці, 24 травня в Японії та Австралії і 25 травня в Європі. Всі версії гри комплектувалися одноразовим кодом завантаження для доступу до демо-версії Resident Evil 6. Після виходу гри було випущено кілька доповнень, серед яких були як косметичні предмети, так і нові квести.

### Сценарій та художній дизайн
Автором сценарію став Харуо Мурата. Він приєднався до проєкту під час розробки і був приємно вражений ранньою демонстраційною версією битви з циклопами. Він був відповідальним за написання основного сценарію та діалогів, його головною метою було створити середовище, яке б реагувало на ігрові дії у «природним» чином. На створення глобусу надихнула Сицилія з її середземноморським колоритом та греко-римськими і західними середньовічними культурними прикметами. Дизайн світу та загальний сценарій створив Макото Ікехара, ветеран серії Breath of Fire. Він не брав участі у подальших стадіях розробки, але встиг поділитися з командою знаннями як фентезійного сеттингу, так і механіки рольових ігор. Ще одним автором сценарію був Бінго Моріхасі, який раніше працював над сценаріями серії Devil May Cry, починаючи з Devil May Cry 2 і BlazBlue: Calamity Trigger. Іцуно посилався на численні джерела натхнення для світу Dragon's Dogma, включаючи Володар перснів, Підземелля та дракони та Нескінченна історія. Щоб дослідити сеттинг, команда здійснила кілька поїздок до Європи, щоб вивчити її пейзажі та архітектуру.
Художніми директорами стали Дайго Ікено та Макото Танака. Ікено був досвідченим художником у Capcom, відомим своєю роботою над серією Street Fighter, Devil May Cry 3 та першими двома іграми серії Onimusha. Ікено сам розробив дизайн Дракона, прагнучи до класичного фентезійного вигляду та «прохолодної» естетики. Остаточний дизайн наслідував «простих, але могутніх» драконів з фольклору, але з головною метою — зробити фантастичну істоту максимально правдоподібною. Персонажі були розроблені Тору Канасекі, дизайн монстрів — Йошинорі Мацусіта та Юмей Нагакі, дизайн зброї та обладунків — Каору Аракі та Томіхіко Осумі, а фон та концепт-арт — Кенічі Сузукі разом із західним художником Крейгом Маллінсом. На початкових стадіях розробки було створено кілька концептів, але їх довелося відкинути через зміни в дизайні або через брак часу та ресурсів на розробку. Танака характеризував світ як «ортодоксальний відкритий світ високого фентезі», подібний до тих, що використовуються в голлівудських фільмах, щоб гравці одразу зрозуміли його.
Вбрання персонажів було натхненне вбранням, що було поширене в епоху Середньовіччя. Дизайн одягу Кассардіса і Гран-Сорен був розроблений на противагу один одному: жителі Кассардіса були більш оголеними і використовували переважно синій колір, в той час як жителі Гран-Сорен більше прикривалися і використовували помаранчевий. У той час як у фінальній версії гри значна частина одягу була виконана у середньовічному стилі, багато ранніх ескізів Канасекі запозичені з давньогрецьких та давньоримських зразків. Оскільки ключовим кольором гри був червоний, Канасекі розробив стандартний дизайн Воскреслого так, щоб він гарно виглядав з полум'яно-рудим волоссям. Він також наділив Воскреслого простою зачіскою. Мерседес була створена так, щоб виглядати здатною захистити себе, зберігаючи при цьому свою жіночність. Монаший дизайн Елізіона розроблявся таким чином, щоб одночасно служити прикладом культового одягу Спасіння і залишатися скромним, щоб не витіснити самого персонажа. Герцог мав показати своє зростаюче розумове виснаження, а його плащ, прикрашений драконами, що символізують його репутацію, створювався протягом тривалого часу.  Монстри були створені на основі їхніх зображень у фольклорі та казках. Замість того, щоб зробити оригінальні дизайни більш фантастичними, художники вирішили зробити їх реалістичнішими. Команда художників намагалася не відходити надто далеко від традиційних образів, заснованих на давніх легендах та іконографії; на цей підхід вплинули комікси Майка Міньйоли про Геллбоя та манґа «Берсерк» Міури Кентаро.

### Дизайн
Метою розробників було не використання японських традицій рольових ігор, а наслідування західних, зокрема Fallout 3, The Elder Scrolls IV: Oblivion та Fable II. Оригінальний прототип гри Іцуно був значно більшим, ніж фінальна версія, і включав ціле підземелля Ґрансіс, пов'язане з лором гри. Незважаючи на використання елементів рольової гри, Dragon's Dogma в першу чергу була зосереджена на ігровому процесі, оскільки команда Capcom була досвідчена у створенні екшенів. За словами Іцуне, вони намагалися створити визначну рольову гру, подібну до The Elder Scrolls V: Skyrim. Система керування була запозичена з інших екшенів Capcom, як-от Devil May Cry. Багато елементів екшену було перенесено, і те, як персонажі боролися з ворогами, також було запозичено з цієї серії. Відкритий світ гри був найбільшим з коли-небудь створених в іграх компанії.
Дизайн світу мав поєднувати реалізм і фантазію; геймдизайнер Макото Танака порівняв бажану атмосферу з тим, якби хтось прогулювався африканською саваною і стикався з її дикою природою, але де замість реальних тварин були б фантастичні звірі. Команда поступово продумувала правила ігрового світу, які, наскільки це було можливо, базувалися на реальному світі. За словами Кобаяші, масштаб і стиль гри, які не були схожі ні на що з того, що створювала Capcom до того, викликали численні проблеми у команди розробників. Кілька разів Кобаяші хотів опустити руки через ті труднощі. Через масштабність гри команді довелося звикати до багатьох нових технік управління звуком, створювати нову аудіопрограму для регулювання гучності звуку всередині гри. Найскладнішим було створити звук дзвіниць, які були використані через їхню важливість для середньовічного європейського буття при оповіщеннях про якісь події. Запис здійснювався за допомогою справжнього дзвону на студії у Голлівуді. Запис був проблематичним, оскільки конструкція, до якої були підвішені дзвони, ледь не обвалилася. Для створення звуків монстрів команда звукачів використовувала звуки дресированих тварин з Голлівуду, яких тренували для ролей у кіновиробництві.
У грі використано версію 2.x власного ігрового рушія Capcom MT Framework, який раніше використовувався в кількох іграх Capcom, зокрема в Lost Planet: Extreme Condition та Devil May Cry 4. За словами програміста Таро Яхагі, який відповідав за роботу над рушієм, Dragon's Dogma була найскладнішим проєктом, оскільки у MT Framework довелося внести велику кількість необхідних доопрацювань. Попередні ігри на MT Framework були поетапними екшенами, тому перехід до відкритого світу став радикальною зміною і вимагав створення спеціальної функції «Зміщення світу», яка зсувала світ залежно від позиції гравця, щоб оновити дані про оточення. Команда не могла збільшити кількість точок даних, щоб вирішити проблему рендерингу оточення, оскільки це виходило б за межі наявного ресурсу. Ще одним новим доповненням стало «відкладене освітлення», вдосконалений алгоритм освітлення, який міг підтримувати реалістичне освітлення під час циклу день-ніч у відкритому світі, на додаток до ефектів навколишнього середовища, таких як намокання персонажів. Роздрібна версія гри також включала вдосконалений фільтр згладжування. Для створення рухів персонажів, зокрема бойових дій, було використано комбінацію технології захоплення руху та інверсної кінематики. Фізикою керували за допомогою новоствореного власного фізичного рушія. Фізична взаємодія між великими монстрами та персонажами, що лізуть на них, відбувалася за допомогою поєднання алгоритмів фізики та руху, подібних до ранніх технік водної анімації. Ці моделі призначалися для роботи на відмінних один від одного апаратних системах PS3 і 360.
Гра була розроблена для консолей PlayStation 3 та Xbox 360. Вибір на користь PS3 та 360 був зумовлений як досвідом роботи команди з цими платформами, так і їхньою великою міжнародною аудиторією. За словами продюсера Хіроюкі Кобаяші, попередній досвід команди у створенні Devil May Cry 4 допоміг у розробці, оскільки вони перенесли технології та були знайомі з цільовими платформами. Функціонал мережевої складової для PS3 та 360 були розроблені та забезпечені Sony Computer Entertainment та японською філією Microsoft відповідно. Їхня співпраця дозволила Capcom звести експлуатаційні витрати на онлайн функції майже до нуля. Обмежений обсяг мережевих елементів був компромісом, який одночасно відповідав цілям команди в ігровому процесі та дозволяв уникнути багатьох проблем повноцінної багатокористувацької гри.

### Локалізація
Керівником процесу локалізації стала Ерін Елліс. Створюючи діалоги, команда Елліс хотіла створити відчуття, подібне до творів Джорджа Мартіна та Джона Рональда Руела Толкіна через драматичний стиль оповіді гри. Команда вирішила використовувати в діалогах напівархаїчні англійські слова, такі як «thou» (укр. ти) та «aught» (укр. щось), в результаті чого команді потрібно було стримуватися, щоб не перегинати палицю і не додавати непотрібних слів, які б суперечили стилістиці. Замість того, щоб використовувати традиційні назви заклинань, такі як «Fire» (укр. Вогонь) та «Ice» (укр. Лід), команда відшукала старі англійські слова, такі як «Halidom» та «Ingle». На відміну від багатьох японських ігор, які перекладалися з японської на англійську, а вже потім на інші мови, Dragon's Dogma була локалізована одразу шістьма мовами завдяки тому, що команда розробників продовжувала працювати над грою під час процесу локалізації. Це означало, що команда змогла звести до мінімуму обрізання діалогів та усунення малозрозумілих абревіатур. За словами Макіно, команда найняла 82 акторів озвучення; запис відбувався в Північній Америці з залученням двох студій протягом п'ятнадцяти тижнів, а керували процесом два аудіорежисери. Команда використовувала різні акценти, щоб підкреслити походження персонажів з різних регіонів світу, сприяючи посиленню ефекту реалізму. Озвучити голоси Пішаків було складно через велику кількість фізичних особливостей. Зрештою, команда обрала дванадцять акторів для запису реплік з різними тембрами. У кінцевому результаті гра отримала 20 годин озвучених діалогів, що становить 42 000 реплік для всіх персонажів. Оскільки англійська була головною мовою для всіх версій, синхронізація губ не стала проблемою. Необхідність впоратися з різними аспектами локалізації в стислі терміни стало новим досвідом як для Елліс, так і для команди Capcom.

### Dragon's Dogma: Dark Arisen
Розширена версія гри під назвою Dragon's Dogma: Dark Arisen почала розроблятися у 2012 році для тих самих платформ. Вона містить додатковий контент, такий як додаткове підземелля під назвою Чорнотерпкий острів (англ. Bitterblack Isle), з додатковою зброєю та обладунками, ексклюзивними для цієї локації, а також повне японське озвучення. Гра з'явилася завдяки відгукам спільноти про оригінальну гру. Також існувало бажання реалізувати «завершену» версію гри. Dark Arisen вийшла в Японії 25 квітня 2013 року як стандартним, так і лімітованим виданням. На заході гра вийшла 23 квітня в Північній Америці та Австралії, а 26 квітня — в Європі. Дані збереження з Dragon's Dogma можна перенести в Dark Arisen.
Портування Dark Arisen на Windows планувалося з самого початку, головною метою при цьому було використання переваг більш високих технічних характеристик платформи у порівнянні з PS3 і 360, а також розширення аудиторії гри. Порт був розроблений за сприянням QLOC. Основною метою команди була оптимізація гри для платформи Windows, а не покращення чи розширення наявних ресурсів. Порт для Windows був випущений 15 січня 2016 року у всьому світі. У Японії він вийшов 5 жовтня 2017 року. Для консолей PlayStation 4 та Xbox One Dark Arisen вийшла 3 жовтня на Заході та 5 жовтня в Японії. Для Nintendo Switch Dark Arisen вийшла 23 квітня 2019 року в Європі та Північній Америці, а в Японії — 25 квітня 2019 року.

### Музика
Музичним директором Dragon's Dogma став Тадайоші Макіно, який раніше працював над Monster Hunter Tri. Макіно почав роботу над плануванням музичних елементів гри у 2009 році, коли дизайн ігрового світу все ще перебував у стадії розробки. Спочатку Макіно тягнули в двох різних напрямках Іцуно і Кобаясі; хоча обидва хотіли створити щось, що виходило б за рамки стандартної фентезійної музики, Іцуно хотів поєднати джаз, а Кобаясі — хардрок, схожий на Queen та Kiss. Макіно, навпаки, хотів використати справжній оркестр та фольклорні елементи, що призвело до того, що партитура виявилася набагато різноманітнішою, ніж будь-хто з них очікував. Команда Макіно підготувала кілька семплів, співставила їх з прототипами промороликів, а потім звернулася до звукорежисерів Capcom, аби гармонійно поєднати етнічні, оркестрові та рок-елементи. Перший готовий трек, головна тема гри, сподобався Кобаяші, і Макіно використав синтез елементів для всього музичного супроводу. Створюючи план музики, Макіно вирішив відійти від типового грубого звучання саундтреків для екшенів, характерного для ігор Capcom, в яких використовувалося багато високих і низьких нот. Натомість Макіно обрав для Dragon's Dogma більш м'яке виконання. Його метою було уникнути надмірної напористості музики, дозволивши їй злитися з природним світом гри.
Макіно залучив до роботи над саундтреком ще трьох композиторів. Це Рей Кондог, композитор, який працював над Ōkami та Sengoku Basara; Інон Цур, ізраїльсько-американський композитор, відомий своєю роботою над серією Dragon Age; і Масайоші Іші, чиї роботи охоплюють серію Sengoku Basara та The Excitement of Haruhi Suzumiya. Іші долучився до роботи над проектом ще на ранній стадії, коли музичний напрям проєкту тільки визначався. Кондога було обрано завдяки його роботі над попередніми іграми Capcom. Методи роботи Цура були абсолютно новими для японських композиторів, і команда вирішила, що це піде на користь грі. Макіно виступив у ролі загального керівника завдяки своєму знанню історії гри. Створення матеріалу пройшло гладко для команди, де всі учасники підтримували та надихали один одного. Вокал для головної теми «Eternal Return» виконала Обрі Ешберн, яка часто співпрацює з Цуром. Ешберн була залучена до роботи вже після того, як була написана тема.
Музика була записана в Болгарії Софійським філармонічним оркестром; у записі, який відбувся на студії Болгарського національного радіо, взяли участь близько 130 музикантів разом із хором. Макіно обрав європейський оркестр, оскільки хотів отримати особливе звучання, відмінне від типового оркестрового звучання в голлівудському стилі. Запис відбувався під керівництвом Томаса Бьокера та його компанії Merregnon Studios, які були залучені до цього проекту компанією Harmonics International на основі їхньої попередньої співпраці на концертах Symphonic Fantasies. Рок-елементи, включені до деяких треків, були записані в Японії гітаристом Теню Накамурою та барабанщиком Тацуєю Сузукі. Максимальна можлива частка музики була записана наживо, замість того, щоб використовувати синтезовані інструменти. Темою гри стала пісня «Into Free -Dangan-», написана і виконана японським рок-дуетом B'z. Пісня являє собою англомовну кавер-версію синглу B'z 1998 року «Samayoeru Aoi Dangan». Слова пісні написали Коші Інаба та Шейн Гаалаас, а музику створив Так Мацумото.
Макіно повернувся до написання музики для Dark Arisen, щоб разом з Кондогом та Цуром написати нові інструментали для нового підземелля гри; новий матеріал склав 24 композиції. На відміну від Dragon's Dogma, у музиці до Dark Arisen активно використовувалася синтезаторна музика. Незважаючи на відхід від стилю основної гри, Макіно хотів, щоб нова музика залишалася тематично співзвучною з рештою саундтреку. Нова вокальна тема для Dark Arisen, «Coils of Light», була написана Макіно і виконана японською співачкою Raychell. Рейчел вже була добре знайома з Dragon's Dogma і коли з нею вперше зв'язалися композитори гри, вона неабияк злякалася перспективи створення нової теми до гри. Рейчелл написала текст пісні, щоб якнайповніше відобразити світ гри, а також похмуру атмосферу нового підземелля. Макіно створив «Coils of Light», використовуючи основну мелодію «Eternal Return», пов'язану з оригінальним саундтреком. Англійську версію «Coils of Light» заспівав Вільям Монтгомері.
Офіційний випуск саундтреку Dragon's Dogma відбувся 23 травня 2012 року. Альбом, що містить 66 треків на двох компакт-дисках, був виданий музичним лейблом Square Enix. Дводисковий альбом для Dark Arisen вийшов 24 квітня 2013 року. Перший диск містив нову музику, тоді як другий включав вибірку з основного саундтреку і треки, які не змогли вийти на оригінальному альбомі. Японська версія «Coils of Light» не увійшла до альбому. За пропозицією Кобаяші, Макіно співпрацював з Цуйоші Секіто з Square Enix, який написав музику для багатьох ігор Square Enix і виступав у складі The Black Mages; Секіто виконав гітарні партії для деяких аранжувань на альбомі. «Coils of Light» вийшла як частина альбому Рейчелл L ▶ R. Збірник під назвою Dragon's Dogma 5th Anniversary Best, до якого увійшли треки з усієї серії Dragon's Dogma до того моменту, вийшов 20 грудня 2017 року на музичному лейблі Capcom.

## Сприйняття

### Оригінальна гра
| Агрегатор  | Оцінка                   |
| ---------- | ------------------------ |
| Metacritic | PS3: 78/100 X360: 75/100 |

| Видання                                   | Оцінка |
| ----------------------------------------- | ------ |
| Eurogamer                                 | 8/10   |
| Famitsu                                   | 34/40  |
| G4                                        | 4/5    |
| Game Informer                             | 8.5/10 |
| GameRevolution                            | [ 55 ] |
| GamesMaster                               | 84%    |
| GameSpot                                  | 8/10   |
| GamesTM                                   | 8/10   |
| GameTrailers                              | 8.7/10 |
| IGN                                       | 7.5/10 |
| PlayStation Official Magazine — Australia | 8/10   |
| PlayStation Official Magazine — UK        | 8/10   |
| Official Xbox Magazine (Велика Британія)  | 8/10   |
| Play                                      | 4.8/10 |
| PlayStation: The Official Magazine        | 8.5/10 |
| RPGamer                                   | 4/5    |
| The Guardian                              | [ 63 ] |

В Японії Dragon's Dogma отримала позитивні відгуки від критиків, зокрема Famitsu поставили грі загальну оцінку 34 бали з 40 на основі чотирьох оцінок рецензентів: 8, 9, 8 і 9. Famitsu вручив їй нагороду «Hall of Fame: Gold», похваливши «різноманітність гри в сутичках, ефективність взаємодії з Пішаками, надзвичайно веселі побічні завдання та унікальність кожного покликання». У західному світі Dragon's Dogma отримала «загалом схвальні» відгуки від критиків, згідно з агрегатором рецензій Metacritic.
Game Informer оцінили гру на 8,5 балів з 10 і заявили, що «гра залишає за собою враження, ніби я залишив свій слід у Ґрансісі саме так, як хотів, а не так, ніби мене просто вели від сюжетної точки до сюжетної точки. Якщо мова йде про гру з відкритим світом, то навряд чи можна уявити собі вищу похвалу». Eurogamer Italy відзначили, що «Dragon's Dogma — це чудова фентезі, де відсутність багатокористувацького режиму компенсується вражаючою сингловою грою». Британський журнал PSM3 написали: «Велика, складна, креативна гра, але її хардкорність припаде до душі не всім». GameSpot присвоїли грі оцінку 8 з 10. В огляді похвалили «фантастичні поєдинки», «одні з найкращих босфайтів в усіх рольових іграх», атмосферність та «вражаючі рішення», які ведуть до «незабутньої кінцівки». У рецензії зазначається, що гра «пішла на ризик, і саме цей ризик робить цю рольову гру такою унікальною серед собі подібних», і підсумовує, що «вражаюча та бентежна, Dragon's Dogma є небездоганною, унікальною перлиною». В огляді також зазначається, що хоча битви з босами «епічні», в тому сенсі, що гравці можуть вилазити на монстрів, самій грі бракує адекватної системи швидкого переміщення.
Play UK розкритикували гру за низьку частоту кадрів у версії для Xbox 360. IGN оцінили її на 7,5/10, зазначивши, що «Dragon's Dogma справді масштабна і складна, як і належить великій грі у цьому жанрі, але їй не вистачає персонажів чи відшліфованості. Тим не менш, тут є за що її полюбити, наприклад, кілька чудових ідей, які змушують вас захотіти дати шанс». GameTrailers похвалили складні бої та механіку ігрового процесу, хоча й розкритикували історію за «банальність». Вони поставили грі оцінку 8,7 балів.
В огляді Dragon's Dogma для Black Gate Джош Байсер заявив: «Dragon's Dogma — це одна з тих ігор, які ви або покохаєте, або зненавидите. Хоча вона не є досконалою, це, безумовно, є яскравим прикладом необробленого діаманта».

### Dark Arisen
| Агрегатор  | Оцінка                                                                  |
| ---------- | ----------------------------------------------------------------------- |
| Metacritic | PS3: 80/100 X360: 77/100 PC: 81/100 PS4: 78/100 XONE: 80/100 NS: 78/100 |

| Видання                                   | Оцінка                      |
| ----------------------------------------- | --------------------------- |
| Eurogamer                                 | 9/10                        |
| Game Informer                             | 8.5/10                      |
| GameTrailers                              | 8.8/10                      |
| IGN                                       | PS3/X360: 7.9/10 PC: 8.9/10 |
| PlayStation Official Magazine — Australia | 9/10                        |
| Official Xbox Magazine (Велика Британія)  | 8/10                        |
| PC Gamer (США)                            | 81%                         |

Dragon's Dogma: Dark Arisen отримала «загалом схвальні» відгуки від критиків, згідно з агрегатором рецензій Metacritic.
IGN оцінили версію для ПК на 8.9/10, назвавши її «справді чудовим рольовим бойовиком» і заявили, що «вона зберігає практично ідеальну динаміку і всі ті епічні відчуття версій для Xbox 360/PS3» і є «гідною альтернативою The Witcher 3 або Dark Souls, якщо ви можете витримати графіку, яка насправді не відповідає сучасним стандартам».
Dragon's Dogma: Dark Arisen отримала номінацію «Рольова/багатокористувацька гра року» на 17-й щорічній церемонії нагородження D.I.C.E. Awards.
У квітні 2020 року IGN включили Dragon's Dogma: Dark Arisen до списку найкращих сучасних рольових ігор, розмістивши її на 9 місце. Редакція IGN зазначила: «Вона може й побудована на масивному фундаменті рольових ігор з відкритим світом, таких як The Elder Scrolls та The Witcher, але все одно не існує нічого подібного до Dragon's Dogma: Dark Arisen".

### Продажі
Дебютувавши в Японії, версія Dragon's Dogma для PS3 очолила ігрові чарти з результатом продажів у понад 302 000 одиниць. Версія для Xbox 360 посіла четверте місце з накладом понад 29 000 копій. Такі високі продажі побили попередній рекорд сьомого покоління консолей у статусі найшвидше продаваного нового об'єкту інтелектуальної власності. У Сполучених Штатах було продано 92 000 копій гри протягом п'яти днів. Гра зайняла дев'яте місце в регіональних чартах продажів за травень. У Великій Британії гра дебютувала на третьому місці в ігрових чартах, поступившись Max Payne 3 і випередивши Dirt: Showdown. До наступного місяця було продано 1,05 мільйона копій гри по всьому світу, що стало значним успіхом для Capcom. Згідно зі звітом, продажі в Японії «перевищили прогнози», в той час як на західних ринках гра зіткнулася з труднощами. Разом з продажами Resident Evil 6, Capcom зарахувала гру до числа своїх рекордних прибутків у 2012 році.
Версія Dark Arisen для PS3 дебютувала в Японії на другому місці в ігрових чартах з накладом понад 125 300 одиниць. Версія для Xbox 360 посіла тринадцяту сходинку, розійшовшись тиражем понад 9,000 копій. У Великій Британії Dark Arisen дебютувала на третьому місці після Dead Island: Riptide та Injustice: Gods Among Us. У липні 2013 року Capcom повідомила, що продажі версії Dark Arisen були стабільними, але не перевищили продажі оригінальної версії попереднього року. Версія для ПК, хоча і постраждала від нижчих продажів через гірший маркетинг, стала найшвидше продаваною і однією з трьох найбільш продаваних ігор Capcom для ПК в історії компанії. Станом на 31 березня 2024 року продажі версії Dark Arisen для Nintendo Switch досягли 1,10 мільйона одиниць.
Станом на вересень 2023 року Dragon's Dogma (включно з Dark Arisen) було продано тиражем у 7,9 мільйона примірників.

## Спадщина

### Dragon's Dogma Quest
Для PlayStation Vita та iOS було випущено спіноф онлайн безкоштовну 2D рольову гру під назвою Dragon's Dogma Quest. Події гри відбуваються в Королівстві Латанія в паралельному всесвіті Dragon's Dogma. Гравці керують новообраним Воскреслим, який вирушає у подорож, щоб убити дракона. Гра використовує покроковий бій з гравцями, що мають до восьми Пішаків в одному загоні, причому один гравець контролює чотирьох Пішаків, а другий — решту. У грі з'являються нові покликання, такі як Розбійник (англ. Rogue), Стихійний наставник (англ. Elemental Tutorial), Отруйний чаклун (англ. Poison Enchanter), Заклинач (англ. Symapthizer), Майстер реверсії (англ. Reversal Master) та Колекціонер (англ. Gatherer). Однак, здатність лазіння ворогами з Dragon's Dogma не збереглася.
Для створення Dragon's Dogma Quest повернулася більшість команди розробників оригінальної гри: Масанорі Комін як режисер та Хідеакі Іцуно як виконавчий директор. Розробка почалася незабаром після завершення попередньої гри, оскільки вони не мали особливого досвіду у створенні онлайн-ігор. Спочатку було оголошено, що Dragon's Dogma Quest розробляється для PlayStation Vita 6 червня 2013 року. Версія для iOS була анонсована 11 липня того ж року і випущена двома днями пізніше. Версія для PlayStation Vita вийшла 19 грудня того ж року. Capcom припинила продаж гри 14 жовтня 2014 року для iOS і 30 січня 2015 року для PlayStation Vita.

### Dragon's Dogma Online
Безкоштовна спіноф-гра Dragon's Dogma Online вийшла в Японії 31 серпня 2015 року для PlayStation 3, PlayStation 4 та Windows. За два тижні після виходу її завантажили понад два мільйони користувачів, однак у грудні 2019 року гру було закрито.

### Серіал на Netflix
У березні 2019 року Netflix оголосила про екранізацію гри у вигляді адаптованого аніме-серіалу за мотивами гри. Серіал вийшов на екрани 17 вересня 2020 року.

### Сиквел
Режисер Хідеакі Іцуно висловив зацікавленість у створенні прямого продовження ще у 2013 році. Продовження, Dragon's Dogma 2, було анонсовано в червні 2022 року для PlayStation 5, Windows та Xbox Series. Гра розроблена на рушію RE Engine, а режисером знову став Іцуно. Дебютний трейлер був показаний під час виставки PlayStation Showcase у травні 2023 року. Реліз відбувся 22 березня 2024 року.